# Wimpelfische

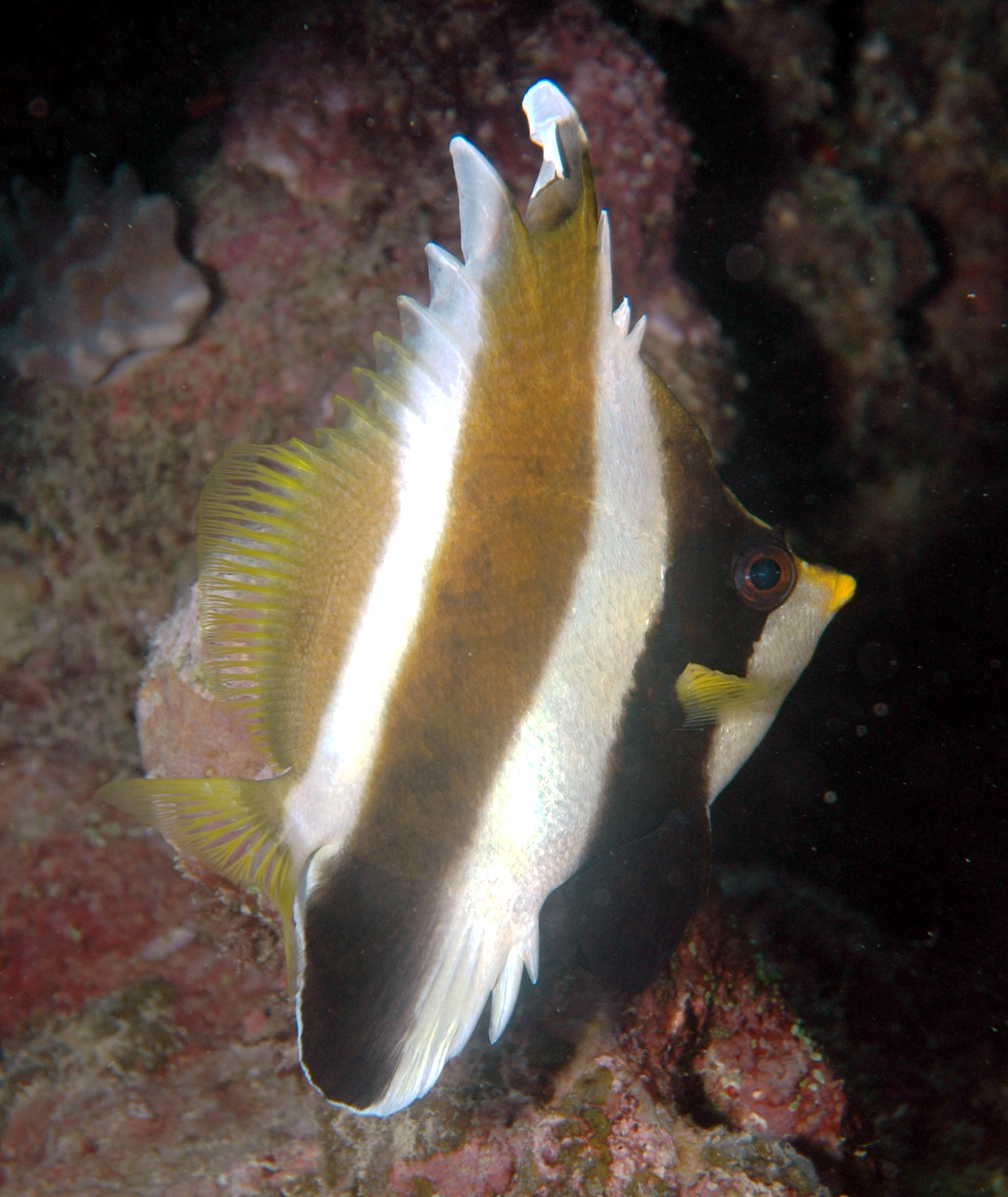
Pazifik-Wimpelfisch (Heniochus chrysostomus)

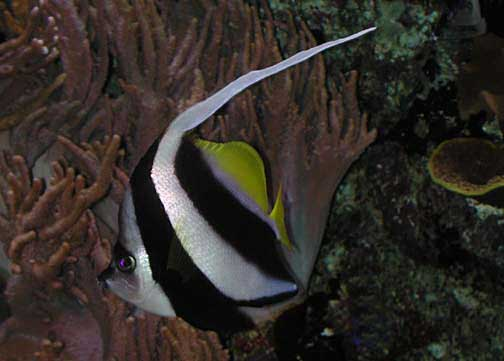
Schwarm-Wimpelfisch (Heniochus diphreutes)

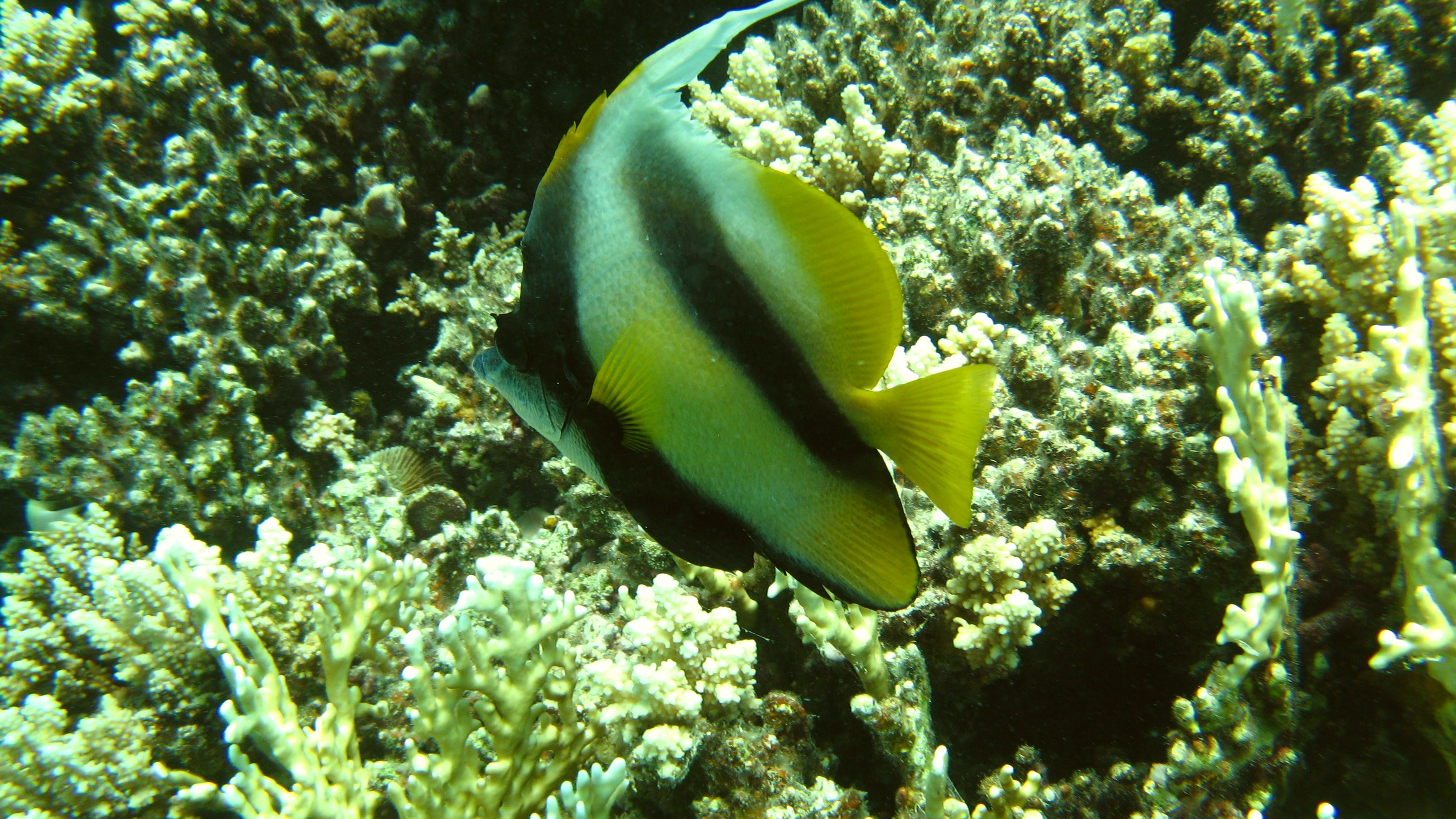
Rotmeer-Wimpelfisch (Heniochus intermedius)

Die Wimpelfische  (Heniochus) sind eine im Indopazifik und im Roten Meer lebende Gattung der Falterfische (Chaetodontidae).

## Merkmale
Wimpelfische besitzen einen hohen, seitlich abgeflachten Körper und erreichen eine Länge von rund 17 bis 30 Zentimetern. Ihr kleines Maul ist mit vielen borstenartigen Zähnchen besetzt. Die verlängerten ersten Flossenstrahlen der Rückenflosse sind namengebend für die Gattung (ἡνίοχος. gr., „Wagen-, Rosselenker“, von ἡνία „Zügel“: der Wimpel als Geißel aufgefasst).
Flossenformel: Dorsale X–XIII/21–27, Anale III/17–19, 
Oft sind der weichstrahlige Teil der Rücken- und die Schwanzflossen der Fische gelb gefärbt.
Durch Gestalt und Beflossung ist Heniochus sp. kein guter Langzeitschwimmer. Kurzfristig können die Vertreter dieser Gattung jedoch relativ flink sein. Außerdem sind sie sehr manövrierfähig, was ihnen in den Korallenriffen zugutekommt und zum schnellen Verschwinden in den Ritzen und Spalten der Riffe dient.

## Ernährung
Wimpelfische ernähren sich von bodenbewohnenden kleinen Wirbellosen oder von Zooplankton.

## Verhalten

### Konkurrenzkampf
Der Wimpel dieser Fische wird beim Drohen aufgerichtet. Beim Konkurrenzkampf selbst senken zwei sich gegenüberstehende Gegner die Häupter und richten ihren „Wimpel“ auf. Sie stehen sich beim Kampf Stirn gegen Stirn gegenüber und drücken ihre Wimpel aneinander, was wie zwei gekreuzte Klingen aussieht. So versuchen sie sich gegenseitig weg zu schieben, wobei der obere Teil der schwarzen Bänder verblasst. 
Nach den Stößen erfolgt der „Parallelgalopp“. Dabei schwimmen die beiden Gegner dicht nebeneinander eine lange Strecke ab und machen sich anschließend wieder ans Stirnschieben. Der Verlierer stellt sich nach dem Kampf quer vor den Gegner, senkt den Wimpel und wendet das Hinterteil vom Sieger ab.

### Fortpflanzung
Wie die meisten Falterfische gehen die Wimpelfische Dauerehen mit ihren Partnern ein. Die Paarung findet am späten Nachmittag statt. Die Paare schwimmen zur Ablaichung an die Wasseroberfläche und geben dort gemeinsam ihre Gameten ab.
Die Eier sind weniger als einen Millimeter groß und schwimmen auf einem winzigen Öltropfen für circa 24 Stunden auf dem Wasser. Dann schlüpfen die transparenten Larven. Nach dem Larvenstadium suchen die Jungtiere flache Riffe auf, wo sie in größeren Ansammlungen leben und schnell heranwachsen, sowie Farbe und Verhalten der adulten Tiere annehmen. Die sexuelle Reife erfolgt gegen Ende des ersten Lebensjahres.

## Systematik

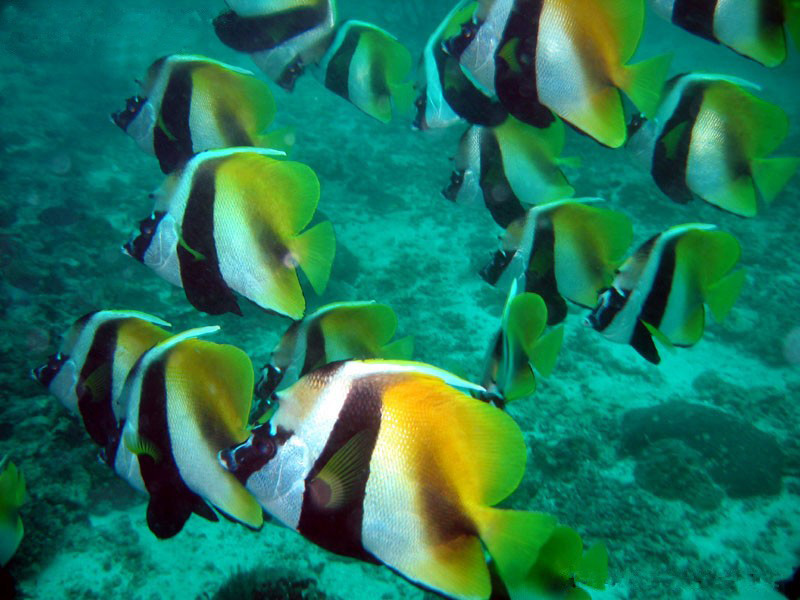
Masken-Wimpelfisch (Heniochus monoceros)

Wimpelfische gehören zu den Falterfischen. Ihre Schwestergattung ist Johnrandallia, in die nähere Verwandtschaft gehören auch Hemitaurichthys und die Pinzettfische der Gattung Forcipiger. Das von diesen vier Gattungen gebildete Taxon ist die Schwestergruppe von Amphichaetodon, Coradion, Chelmon und Chelmonops, alle acht Wimpel- und Pinzettfischgattungen stehen in einem Schwestergruppenverhältnis zu den eigentlichen Falterfischen (Chaetodon (einschließlich Parachaetodon und Roa) und Prognathodes).

### Arten

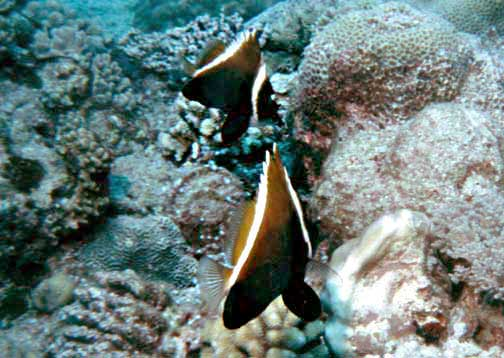
Schwarzer Wimpelfisch (Heniochus varius)

- Gemeiner Wimpelfisch (Heniochus acuminatus)  (Linnaeus, 1758)
- Pazifik-Wimpelfisch (Heniochus chrysostomus) Cuvier, 1831
- Schwarm-Wimpelfisch (Heniochus diphreutes)  Jordan, 1903
- Rotmeer-Wimpelfisch (Heniochus intermedius)  Steindachner, 1893
- Masken-Wimpelfisch (Heniochus monoceros)  Cuvier, 1831
- Phantom-Wimpelfisch (Heniochus pleurotaenia)  Ahl, 1923
- Malayen-Wimpelfisch (Heniochus singularius)  Smith & Radcliffe, 1911
- Schwarzer Wimpelfisch (Heniochus varius)  (Cuvier, 1829)